# Drosophila magnimacula
Drosophila magnimacula är en tvåvingeart som beskrevs av Elmo Hardy 1965. Drosophila magnimacula ingår i släktet Drosophila och familjen daggflugor.
Artens utbredningsområde är Hawaii.